# Бубрежни хилум
Бубрежни хилум или бубрежна дршка, раније звани бубрежни хилус, је  удубљена централна уздужна бубрежна пукотина која се налази на централном делу унутрашње границе бубрега, омеђена истакнутим надвишеним предњим и задњим уснама. Кроз хилум пролазе бубрежни крвни судови, нерви и мокраћовод.
Хилум бубрега прекривен је дебелим уснама бубрежног паренхима. Обложена је бубрежном капсулом. Бубрежна капсула је чврсто везивно ткиво које покрива бубреге.  Хилум је обично окренут ка напред при рођењу. Хилум се ротира медијално под правим углом док се бубрег уздиже из карлице напред. 

## Анатомија
Унутрашња ивица бубрега у средини је конкавна и испупчена према екстремитетима; према напред и мало према доле. Његов централни део представља дубоку уздужну пукотину, омеђену истакнутим  предњим и задњим уснама.   
Хилум бубрега се повезује са бубрежним синусом унутар бубрега.    
Хилум је удубљење које омогућава пролаз различитих структура уопште. Бубрежни синус је заштитни слој бубрега који штити важне делове бубрега и обично је направљен од масти. Повећана масна маса бубрежног синуса може утицати на хемодинамику и функцију бубрега због близине бубрежне артерије, вене и лимфних судова.   
Бубрежни хилум је улазно и излазно место за структуре које опслужују бубреге: 
- крвне судове, који се непосредно пре уласка у бубрежни хилум, гранају се на предњу и задњу бубрежну артерију,

- нерве,

- лимфне канале

- мокраћовод.

Хилум који је окренута медијално увучен је у широки конвексни обрис бубрежне коре. Из хилума излази бубрежна карлица, која се формира од велике и мале чашице у бубрегу. Глатки мишићи у бубрежној карлици усмеравају мокраћу преко перисталтике у мокраћовод. Бубрежне артерије се формирају директно из десцендентне аорте, док бубрежне вене враћају очишћену крв директно у доњу шупљу вену. Артерија, вена и бубрежна карлица су распоређени у предњем и задњем делу.

### Оријентација, ротација и положај
Бубрежни хилум обично гледа антеромедијално. Почетна оријентација бубрежног хилума је антериорна, али када се бубрег уздиже из карлице, ротира се за деведесет степени дуж своје уздужне осе да би преузео више уобичајене оријентације. 
Хилум бубрега лежи испод транспилоричне равни на десној страни, а непосредно изнад транспилоричне линије са леве стране. Па се тако са леве стране, хилум левог бубрега  налази на нивоу слабинског пршљена Л1, а хилум десног бубрега на нивоу слабинског пршљена  Л1-2. Доња граница бубрега обично је у нивоу  слабинског пршљена  Л3.

### Структуре која напуштају или улазе у хилум бубрега
Структура која улази или излази из хилума бубрега је бубрежна вена, бубрежна артерија и бубрежна карлица (велика шупљина која сакупља произведени урин назива се бубрежна карлица). Одговарајућа притока бубрежне вене, заједно са граном бубрежне артерије, обично пролази иза бубрежне карлице. Истраживања показују да се код око седамдесет посто људи бубрег снабдева једном бубрежном артеријом. Међутим, у остатку популације, једна или више бубрежних артерија могу снабдевати бубрег. Више артерија које снабдевају бубрег може бити присутно у бубрезима који нормално функционишу, мада је то уобичајено код урођених малформисаних или абнормално позиционираних бубрега. Помоћне бубрежне артерије такође улазе у бубрег кроз хилум. Бубрежне артерије се обично гранају на хилуму. С друге стране, пет до шест притока бубрежне вене се уједињују на или близу хилума и формирају једну бубрежну вену. Бубрежна вена се дренира у доњу шупљу вену (доња шупља вена носи деоксигенисану крв из доњих делова тела до срца). Пошто се доња шупља вена налази више десно, бубрежна вена на левој страни је обично дужа од десне. Лева бубрежна вена се такође може поделити на две – једна пролази антериорно, а друга постериорно да би стигла до аорте, и на крају се дренира у доњу шупљу вену. Најзадњи простор заузима бубрежна карлица.
Положај бубрежне карлице може се разликовати од особе до особе. За неке људе, може бити у потпуности унутар бубрежног синуса. С друге стране, неки људи су можда поделили уретер и карлицу. Сматра се да је разлог за ово рано цепање пупољка уретера током ембрионалне фазе.

## Клинички значај
Познавање анатомије хилума и структура које пролазе кроз њега важно је у обављању различитих хируршких захвата у вези са бубрезима или уролошких процедура као што су лапароскопске нефректомије, атрофична нефролитотомија или трансплантације бубрега. У оваквим захватима важно је стезање хиларних крвних судова. Познавање образаца гранања бубрежних крвних судова у и око хилума бубрега, заједно са сазнањем о његовој варијацији, од суштинског је значаја за извођење хируршких захвата у вези са бубрегом. Сазнање о варијацијама у анатомији је важна у извођењу различитих инвазивних процедура и смањењу васкуларних компликација.

Варијације у обрасцу гранања могу бити изазовне и за радиологе. Ово посебно важи за радиологе који тумаче ангиограме бубрега. Ангиограм бубрега се ради да би се сазнало о крвним судовима бубрега. Ово такође може бити компликован сценарио за урологе који обављају лапароскопске операције. Са повећањем броја бубрежних и сродних болести, повећана је потреба за трансплантацијом бубрега. Варијације у обрасцима гранања бубрежних  крвних судова играју важну улогу у одлучивању о одговарајућем трансплантату.